# 레알 오비에도 베투스타
레알 오비에도 베투스타(스페인어: Real Oviedo, S.A.D. Vetusta)는 스페인 아스투리아스주 오비에도를 연고로 하는 축구단이다. 1929년에 US 오베텐세(Unión Sportiva Ovetense)라는 명칭으로 창단되었으며, 테르세라 페데라시온에 레알 오비에도의 2군으로 참가하고 있다.

## 선수 명단

### 현역
참고: FIFA 자격 규정에 따라 소속된 국가대표팀 국기를 표시합니다. 선수는 복수의 FIFA 비회원국 국적을 가지고 있을 수 있습니다.
| 번호 | 포지션 | 국적 | 이름 |
| ---- | ------ | ---- | ---- |

| 번호 | 포지션 | 국적 | 이름 |
| ---- | ------ | ---- | ---- |